# 經皮內視鏡胃造瘻術

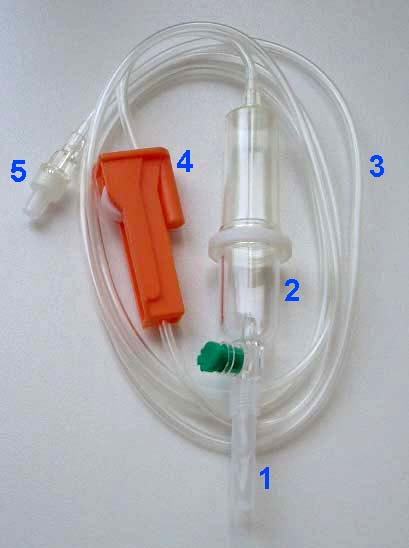
經皮內視鏡胃造瘻術所使用醫療器材。數字代表意義：1為液體連接處，2為點滴器，3為管路，4為液體流量調節開關，5為與體內緩衝墊連接處

經皮內視鏡胃造瘻術術式架構

經皮內視鏡胃造瘻術（醫學縮寫）為一種內視鏡造瘻術（Stoma）醫學手術專有名詞，對於醫學手術過程須插管輸送液體營養（Parenteral nutrition，醫學縮寫）維持生命所需、腸道受損或食道癌病症等因故吞嚥窒礙難行病患，提供藉由胃鏡將胃造廔管（Fistula）由胃腔拉出至腹壁上，繞道口腔直通胃部方法。相關稱呼經皮內視鏡造廔、經皮內視鏡胃造口、經皮內視鏡胃造口術。

## 歷史
1979年6月12日，美國俄亥俄州克利夫蘭大學醫院彩虹兒童醫院（Rainbow Babies & Children's Hospital, University Hospitals of Cleveland）首次為病患進行經皮內視鏡胃造瘻術醫術 ，1980年首次發表皮內視鏡胃造瘻術醫術，2001年經皮內視鏡胃造瘻術醫術的細節流程公佈。
經皮內視鏡胃造瘻術為目前胃造瘻術（gastrostomy）主流方案之一。與開腹胃造瘻術不同之處在於經皮內視鏡胃造瘻術無需全身麻醉後再以腹腔鏡或剖腹方式將胃造廔管置放至於胃。

## 術式
經皮內視鏡胃造瘻術術手術共分以下種類：
- 牽引法（Pull）：將經皮內視鏡胃造瘻術導管從胃腔拉出腹壁方法。
- 推進法（Push）：將經皮內視鏡胃造瘻術導管推出胃腔並推出腹壁方法。
- 導入法（Introducer）：固定胃壁後，使用護套或導引導管插入胃造口導管的方法。與牽引法、推進法不同，經皮內視鏡胃造瘻術導管不穿過口腔或咽部。

## 併發症
經皮內視鏡胃造瘻術術後可能造成的併發症： 
- 胃潰瘍（Gastric ulce）
- 腹腔積氣（英语：pneumoperitoneum）（醫學縮寫）
- 胃食道逆流（Gastroesophageal reflux disease，醫學縮寫）
- 腹膜炎（peritonitis）
- 緩衝墊埋入症候群（英语：Buried bumper syndrome）（醫學縮寫）[10]

## 關聯條目
- 鼻胃管
- 開腹胃造瘻術 - 傳統胃造瘻術。